# Cospy Franco
Cospy Franco (Pisco, 17 februari 1961) is de artiestennaam van de Peruaanse kunstschilder Moises Franco Conislla. Hij is een bekende Peruaanse kunstschilder wiens werk in Europa ook steeds bekender wordt. Van 1979 tot 1984 studeerde hij aan de academie van 'bellas artes' in Ayacucho, Peru. Franco kan gezien worden als een navolger van het impressionisme waarbinnen hij zijn eigen stijl ontwikkelde. Thema's in zijn werk zijn vaak typisch Peruaanse taferelen, zoals muzikanten en folkloristische dorpsfeesten. Zijn schilderijen springen in het oog door hun rijkheid aan kleur en neigen af en toe naar het naïeve. Zijn meest bekende werken zijn: Fiestas Andinas, Musicos Ayacuchanos en Pueblo de Pescadores.

## Werken (Selectie)
- Fiesta Andinas
- Musicos Ayacuchanos
- Pueblo de Pescadores
- Yawar Fiesta
- Carrera de caballos
- San Andres
- Misicos Andinos
- Pescadoras al atardecer
- La vuelta final

## Tentoonstellingen
- Club Social (Pisco, 1994)
- Galeria de Artes (Ica, 1998)

## Prijzen
- Radio Orion-medal (Pisco, 2000)